# Philip Schuyler
Philip John Schuyler (ur. 20 listopada 1733 w Albany, zm. 18 listopada 1804 w Albany) – amerykański żołnierz, przedsiębiorca i polityk.
W 1775 został mianowany jednym z czterech głównych generałów Armii Kontynentalnej. W latach 1775, 1777 oraz 1779–1780 był delegatem na Kongres Kontynentalny. W latach 1789–1791 reprezentował stan Nowy Jork w Senacie Stanów Zjednoczonych. Ubiegał się o reelekcję, jednak przegrał w wyborach z Aaronem Burrem. Do Senatu powrócił w 1797 roku, jednak niecały rok później ustąpił z niej z powodów zdrowotnych.

## Rodzina i życie prywatne
W 1755 roku poślubił Catherine Van Rensselaer. Miał z nią dziesięcioro dzieci:
- Angelica Schuyler Church,
- Elizabeth Schuyler Hamilton (Betsey / Eliza, żona Alexandra Hamiltona),
- Margarita Peggy Schuyler,
- Cornelia Schuyler i John Bradstreet Schuyler (1763–1764) – bliźnięta,
- John Bradstreet Schuyler (1765–1795),
- Philip Jeremiah Schuyler (reprezentant stanu Nowy Jork w Izbie Reprezentantów w latach 1817–1818),
- Rensselaer Schuyler,
- Cornelia Schuyler,
- Catherine Van Rensselaer Schuyler.